# Violența domestică în România
Violența domestică în România este o problemă socială care afectează viața multor membrii ai familiilor, în special femeile și copii.
Violența domestică (VD) în România a fost în mare parte ignorată în timpul perioadei comuniste. În perioada de tranziție din anii 1990 au existat încercări de soluționare a acestei probleme, dar implementarea a fost lentă. Violența domestică a început să fie abordată, din punct de vedere social și legal, începând cu anii 2000. În 2016, România a ratificat Convenția Consiliului Europei privind prevenirea și combaterea violenței împotriva femeilor și a violenței domestice (Convenția de la Istanbul).

## Istoria
Înainte de anii 1990, violența domestică nu a fost tratată ca o problemă socială. Conștientizarea opiniei publice cu privire la problema violenței domestice s-a produs târziu, pe la mijlocul anilor 1990, cea mai importantă problemă la acel moment fiind aceea a abandonului copiilor.
Codul Penal a fost modificat prin Legea nr. 197/2000, care prevede sancțiuni pentru persoanele
care comit acte de violență împotriva membrilor familiei; în plus, codul prevedea pedepse mult mai aspre în caz de viol asupra unui membru de familie. Din moment ce legea a recunoscut că violul poate fi comis de către un membru de familie, unde inclusiv soțul/soția fiind un astfel de membru al familiei, aceasta modificare a avut efectul de a incrimina violul marital. Alte modificări importante care au fost făcute la legea violului au fost eliminarea prevederii că făptașul ar putea scăpa de pedeapsă dacă, după viol, s-ar căsători cu victima.
Legea nr. 217/2003 privind prevenirea violenței în familie a fost prima lege din România specifică violenței domestice. Această lege a fost modificată în mod substanțial în 2012.
Modificările din 2012 la legea violenței domestice au adus noi schimbări importante, mai ales în ceea ce privește ordinele de protecție. Această lege descrie șapte tipuri de violență domestică:
a) violența verbală: limbaj agresiv, insulte, amenințări, umilire
b) violența psihologică: include comportament abuziv sau care dorește să domine victima, provocând daune psihologice și tensiuni, punerea animalelor în pericol, distrugerea proprietății, amenințări, afișarea armelor, gelozie excesivă precum și alte forme de control.
c) violența fizică: multe acte sunt descrise de lege și includ orice tip lovire sau bătaie, intoxicații, etc...
d) violența sexuală: constrângere și hărțuire în activitatea sexuală, inclusiv violul marital. În România, violul marital este enumerat în mod explicit ca violență sexuală și se pedepsește cu închisoare între 5 și 15 ani.
e) violența economică: include interdicția de a lucra în afara casei, privarea membrilor de familie de mâncare sau haine, precum și forțarea unui copil minor să muncească)
f) violența socială: include izolarea victimei, interzicându-i să-și vadă familia sau prietenii. Acesta include, de asemenea, oprirea copiilor sau a altor membri ai familiei de a merge la școala)
g) violența spirituală:  include oprirea accesului la activități culturale, etice sau religioase, sau forțându-i să urmeze anumite convingeri/practici spirituale

## Situația actuală
În România, 800 de persoane au fost ucise în incidente de violență domestică între anii 2004-2011. În plus, legislația de violență domestică nu este strict aplicată. La un an după legea din 2012, au existat 1.009 aplicații pentru ordine de protecție, dintre care doar 23% s-au aplicat în cadrul procedurilor penale, asa cum ar trebui.

## Opinii sociale
În 2010, într-un sondaj european privind violența împotriva femeilor, 39% dintre respondenții români au declarat că, în România, cazurile de violență domestică sunt "foarte frecvente", 45% "relativ frecvente", 8% "nu foarte frecvente", 0% "deloc frecvente", iar 8% "nu știu/nu răspund". Atitudinile de victimizare sunt foarte comune în România. Într-un sondaj din 2013, 30,9% din respondenți au fost de acord cu afirmația că "femeile sunt uneori bătute din cauză că e vina lor". În sondajul Eurobarometru din 2010, 58% dintre Români au fost de acord că "comportamentul provocator al femeilor" este una dintre cauzele violenței împotriva femeilor.